# 부다페스트 역사박물관
부다페스트 역사박물관(헝가리어: Budapesti Történeti Múzeum)은 헝가리 부다페스트에 있는 역사박물관이다. 부다성 남쪽에 있다.